# 어절
말토막 또는 어절(語節)은 한국어에서 문장을 구성하고 있는 도막도막의 성분으로서 발음의 기본이 되는 단위이다. 하나의 강세 음절이 홀로 또는 앞뒤에 하나 이상의 무강세 음절을 거느리고 나타나는 단위이다. 어절은 대개 띄어쓰기의 단위와 일치하며, 체언에 조사가 붙거나, 어미가 어간에 붙어서 이루어지기도 한다. 예를 들어 ‘우리는 오늘 동해로 간다’라는 문장은 4개의 어절로 이루어져 있다. 또한 ‘연주 방법’ 이란 단어는 2어절이라고 할 수 있다

## 같이 보기
- 띄어쓰기